# Tala Khelil
Tala Khelil est un village de la commune de Beni Douala, en Algérie. La famille Khelil est à l'origine de l'appellation de la ville.